# David Gieseker
David Arends Gieseker (* 23. November 1943 in Oakland (Kalifornien)) ist ein US-amerikanischer Mathematiker, der sich mit Algebraischer Geometrie befasst.
Gieseker studierte am Reed College (Bachelor 1965) und an der Harvard University, an der er 1967 seinen Master-Abschluss erhielt und 1970 bei Robin Hartshorne promoviert wurde (Contributions to the Theory of Positive Embeddings in Algebraic Geometry). Er ist seit 1975 Professor an der University of California, Los Angeles.
Er befasste sich unter anderem mit Moduln von Vektorbündeln über algebraischen Kurven.

## Schriften
- mit Eugene Trubowitz, Horst Knörrer Geometry of algebraic Fermi curves, Academic Press 1992
- Lectures on moduli of curves, Tata Institute of Fundamental Research, Springer Verlag 1982, pdf